# Суха (Білобжезький повіт)
Суха (пол. Sucha) — село в Польщі, у гміні Білобжеґі Білобжезького повіту Мазовецького воєводства.
Населення — 1186 осіб (2011).
У 1975-1998 роках село належало до Радомського воєводства.

## Демографія
Демографічна структура станом на 31 березня 2011 року:
|          | Загалом | Допрацездатний вік | Працездатний вік | Постпрацездатний вік |
| -------- | ------- | ------------------ | ---------------- | -------------------- |
| Чоловіки | 572     | 130                | 403              | 39                   |
| Жінки    | 614     | 140                | 360              | 114                  |
| Разом    | 1186    | 270                | 763              | 153                  |